# Казакеле (Козенца)
Казакеле је насеље у Италији у округу Козенца, региону Калабрија.
Према процени из 2011. у насељу је живело 34 становника. Насеље се налази на надморској висини од 38 м.